# St.-Johannes-Insel
Die St.-Johannes-Insel (Zabargad, arabisch جزيرة الزبرجد, DMG Ǧazīrat az-zabarǧad ‚Peridot-Insel‘) im Roten Meer in der Nähe von Berenike war bereits in der Antike bekannt. Der arabische Name ist von dem Wort für Peridot abgeleitet. Sie gehört zu Ägypten und ist Teil des Schutzgebiets Elba.

## Geographie
Die St.-Johannes-Insel liegt im Südosten des Gouvernement al-Bahr al-ahmar in Südost-Ägypten, etwa 100 km vor der Grenze zum Sudan. Die Insel liegt in einer Bucht, die auf Englisch Foul Bay heißt, und ist von mehreren dort befindlichen Inseln mit 4,5 Quadratkilometern Fläche die größte. Die Entfernung zum Festland beträgt gut 65 km. Die höchste Erhebung beträgt 235 m.
Der Edel-Olivin Peridot ist auf Zabargad in Peridotite eingebettet, die in großer Tiefe entstanden, dann aber rasch an die Erdoberfläche gelangten. Peridot ist in Ägypten seit der 18. Dynastie durch Funde belegt. Die Peridot-Bergwerke waren nach Angaben arabischer Autoren in der Mitte des 13. Jh. erschöpft, und sie lagen noch 1829 brach. Der Khedive überschrieb ihre Ausbeutung einem französischen Konsortium, das sie in größere Tiefe vortrieb.
Realgar, ein gelber Farbstoff auf Arsen-Basis (sandaraca), stammt nach Plinius (Naturalis historia 35,39) ebenfalls von Topazos.
Die unbewohnte Insel ist als Vogelbrutstätte wichtig und wurde zu einem Teil des Gebel-Elba-Nationalparks erklärt. Sie leidet jedoch zunehmend – unter und über Wasser – durch Tourismus.

## Geschichte
Plinius der Ältere (Naturalis historia 6,29 (34,169) kennt eine Insel namens Topazos, die dem Edelstein den Namen gegeben habe. Nach Juba soll sie 300 Stadien (35 nautische Meilen) vom Festland entfernt liegen und oft durch Nebel verborgen sein. Ihr Name laute auf troglodytisch Topaxin und bedeute „suchen“ (ebenda 38,8). Er nennt aber auch eine Insel namens Cytis/Citis als Quelle der Topase. Sie sei von vom Kurs abgekommenen, troglodytischen Seeleuten entdeckt worden. Diese Insel lag allerdings im Bab al-Mandab. Plinius beschreibt eine Insel im Roten Meer als Quelle von grünem Topas, vermutlich liegt hier eine Verwechslung mit dem Peridot von Zabargad vor. Im Periplus Maris Erythraei (40–70 n. Chr.) wird eine Insel gegenüber von Berenike als Quelle von Peridotum (Olivin) erwähnt, das im Indienhandel von Bedeutung war.
Strabon (16,4,6) erwähnt in der Bucht gegenüber von Berenike bzw. Ras Benas eine Schlangen-Insel (Ophiodes). Sie wurde so genannt, weil hier viele Schlangen lebten, diese wurden aber von dem König vertrieben, da sie Seeleute getötet hatten, und wegen der Topase, die auf dieser Insel gefunden wurden. Dieselbe Geschichte findet sich bei Diodorus Siculus (III, 39), der die „Könige in Alexandrien“, also wohl die hellenistischen Herrscher, als Vertreiber der Schlangen nennt. Da die Insel nie mit dem Festland verbunden war, sondern aus aufgepresstem Tiefengestein besteht, ist das Fehlen von Schlangen durchaus glaubwürdig.
Der Archäologe George William Murray will die Insel mit der „Insel des Agathon“ (Agathon Insula) des Ptolemaios gleichsetzen. Der Ägyptologe Gerald Avery Wainwright glaubt, dass sich auch das altägyptische Märchen vom schiffbrüchigen Seemann auf Zabargad bezieht.